# Wolfson College, Cambridge

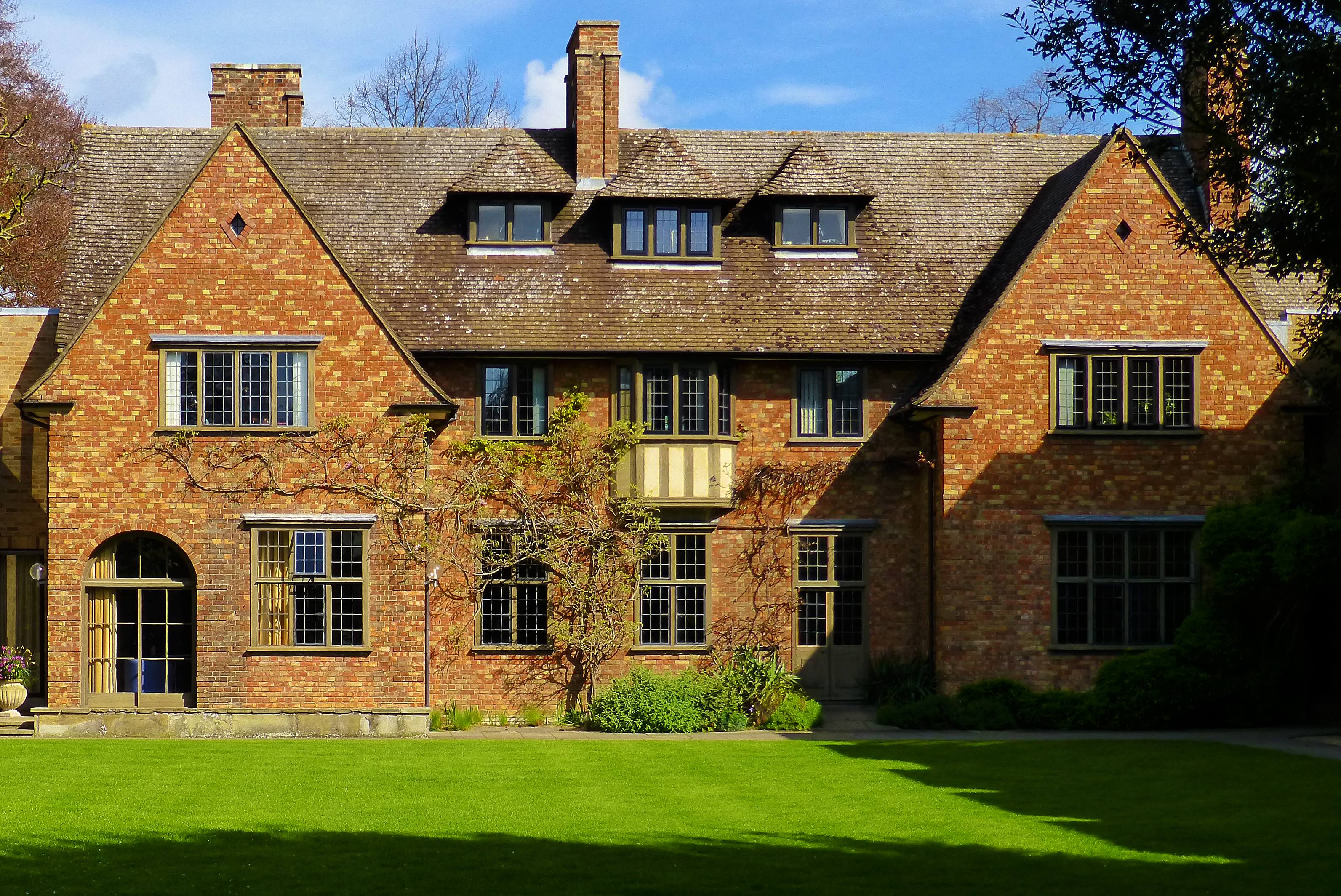
Bredon House, Wolfson College

Heraldiskt vapen för Wolfson College

Wolfson College är ett college vid University of Cambridge, England. Majoriteten av studenterna på skolan är forskare. Wolfson tar också emot "mogna" studenter (21 år och äldre), med cirka 15% av studenterna som studerar grundutbildningskurser vid universitetet. Colleget grundades 1965 som "University College", men återgrundades som Wolfson College 1973 som ett erkännande av en donation från Wolfson Foundation. Wolfson ligger sydväst om Cambridges centrum.
Som en av de mer moderna högskolorna i Cambridge följer Wolfson inte alla traditioner som finns på några av universitetets äldre colleges. Till exempel, sedan skolan grundades har det inte funnits något "High table" reserverat för stipendiater vid formella middagar; studenter och stipendiater umgås och äter tillsammans, och traditionen att bära akademiska dräkter vid sådana tillfällen uppmuntras men är inte obligatorisk. Både stipendiater och studenter på skolan har tillgång till alla faciliteter. Med studenter från över 70 länder hävdar Wolfson att det är en av Cambridges mest kosmopolitiska skolor. Det var den första skolan på universitetet som antog män och kvinnor som både studenter och stipendiater.
Den nuvarande rektorn (President) för Wolfson College är forskaren Ijeoma Uchegbu.

## Historia
Efter andra världskriget ökade antalet utexaminerade avsevärt från andra universitet som åkte till Cambridge för att forska. Universitetet bestämde sig därför för att grunda University College 1965 för att hjälpa till att ta emot dessa studenter. Colleget låg i Bredon House, en fastighet som byggdes i början av nittonhundratalet av John Stanley Gardiner, som var professor i zoologi vid universitetet från 1909 till 1937. Han donerade huset, med sin långsmala trädgård som sträcker sig från Barton Road till Selwyn Gardens, till universitetet vid sin död 1946. Skolan köpte sedan ytterligare mark vid den östra gränsen.
University College öppnades den 30 juni 1965 som en högskola för doktorander, med klassicisten John Sinclair Morrison som dess första rektor. Vid den tiden var alla universitetets högskolor enkönade och University College var först på universitetet med att anta män och kvinnor som både studenter och stipendiater. Colleget hade från början som mål att vara en kosmopolitisk och jämlik institution med tydliga skillnader från de äldre, mer traditionella Cambridge-högskolorna, utan något Senior Combination Room, inget "High Table" reserverat för stipendiater vid formella middagar på högskolan och inga porträtt upphängda i matsalen.
Skolans grundande handling krävde att colleget antingen skulle hitta en donation inom 10 år eller upplösas. År 1972 gick Wolfson Foundation med på att ge ett kapital och hjälpa till att finansiera byggandet av centrala byggnader runt Bredon House och skolans östra och västra gårdar. Som ett erkännande av detta döptes högskolan om till Wolfson College den 1 januari 1973.
De nya byggnaderna (ritade av arkitekten Michael Mennim) invigdes av drottning Elizabeth II och hertigen av Edinburgh 1977. Även om de flesta av skolans byggnader är moderna, liknar utformningen av campus den för universitetets äldre skolor, med byggnader grupperade runt två huvudgårdar. Golvet i entréhallen till huvudbyggnaden består av tunna skivor av granit som hämtats från den gamla London Bridge (vars huvuddel flyttades till Arizona för att byggas om i slutet av 1960-talet).
Fortsatt byggande och förvärv av grannfastigheter har fortsatt. På 1980-talet köpte skolan huset och trädgården som ägdes av Sir Vivian Fuchs på den västra sidan av skolan. Plommer House på den norra sidan lämnades också till skolan i hans testamente av Hugh Plommer, en av skolans grundare. Förvärvet av fastigheter har gjort det möjligt att bygga ett antal nya anläggningar, huvudsakligen finansierade av donationer från filantropiska stiftelser och privatpersoner. Andra stora gåvor har kommit från Fairleigh Dickinson Foundation och Toda Foundation. På 1990-talet köpte skolan, med hjälp av Gatsby Foundation, det "västra fältet" på vilket Chancellor's Centre och ytterligare bostadskvarter byggdes.

## Byggnader och områden

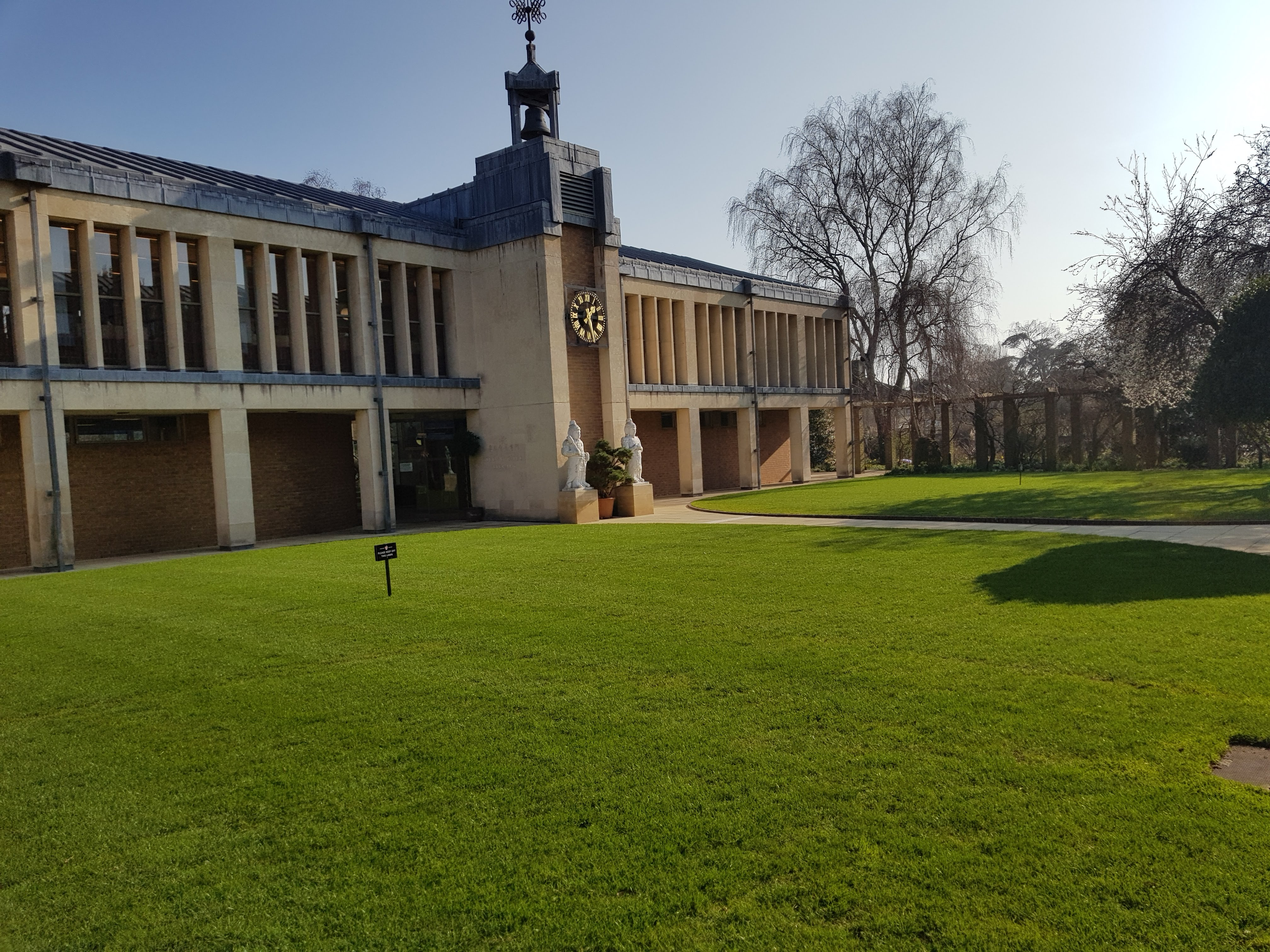
The Lee Library

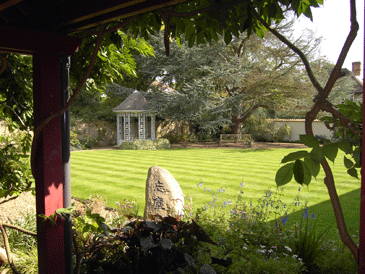
Lee Gardens

### The Lee Library
Lee Seng Tee Library (Lee Library) öppnades 1994 och donerades till skolan av den singaporianska affärsmannen och filantropen Lee Seng Tee (vars dotter studerade vid skolan). Lee donerade också de medel som användes för att bygga Lee Seng Tee Hall. Biblioteket ritades av arkitekterna Brewer, Smith and Brewer. I foajén på bottenvåningen finns en skalenlig modell av armillarsfären på taket till Pekingobservatoriet. På första våningen finns en byst av Lee Kong Chian, far till välgöraren. Biblioteket har över 60 läsplatser och är öppet 24 timmar om dygnet året runt, förutom 25–26 december och 1 januari. Skolan ligger en kort promenad från universitetsbiblioteket.
I februari 2018 evakuerades studenter vid skolan från Lee-biblioteket och ett antal bostadshus efter att en övningsgranat från andra världskriget hittats i rektorns trädgård. Inga personskador uppstod och det upptäcktes snart att det rörde sig om en övningsgranat utan skarp ammunition.

### College Gardens
Under första hälften av 1900-talet bestod en stor del av den mark som skolan nu ligger på av trädgårdar som tillhörde hus i Selwyn Gardens. I takt med att skolan växte fram behölls särskilda naturliga landmärken, som mullbärsträdet utanför Porters' Lodge. Trädgården består av en mängd olika träd, doftande buskar, dvärgbarrträd samt ett distinkt utbud av buskar med färgglada stammar.
Wolfsons trädgårdsmästare ger ibland en guidad tur i trädgårdarna för lokala intresserade grupper. Under sommaren öppnar Wolfson sina trädgårdar för allmänheten som en del av NGS Open Gardens-nätverket.

## Studentliv
Skolan är känd för sina underhållningsevenemang och föreställningar, som lockar besökare från många andra skolor på universitetet. Dessa aktiviteter inkluderar formella middagar, konserter, danskvällar och musikutställningar. Wolfson är ofta värd för livekomedikvällar, kallade Wolfson Howler, med akter som utförs av komiker som sträcker sig från studiekamrater till internationellt erkända namn.
Club Room, i hjärtat av skolan, inkluderar collegebaren och ett dansgolv, och är ett kafé under dagen. Det är det viktigaste gemensamma utrymmet för studenter och är platsen för många underhållningsevenemang.
Wolfson College Boat Club är ett populärt sällskap, och Wolfson är en av de starkaste roddskolorna i Cambridge.
Colleget är också en konstituerande medlem av All Greys, Cambridges collegerugbylag.